# حمصوود
حمصوود (بالأنكليزية:Homswood) برنامج سوري ناقد ساخر يعرض على يوتيوب، يعنى بانتقاد المسلسلات والبرامج (السورية غالبا) والتحدث عن أخطاء الإخراج والتمثيل والسيناريوهات وحتى تقديم البرامج، مقدم البرنامج شاب سوري يدعى: عبد الرحمن دندشي، ويساعده كادر صغير للتصوير وتحضير الحلقات والإنتاج.

## البرنامج
بدأ عرض البرنامج في نيسان/أبريل 2015 وعرضت منه 70 حلقة حتى الآن مقسمة على 3 مواسم، انتقدت معظمها مسلسلات سورية (كالمسلسل الشهير باب الحارة، ومسلسل الولادة من الخاصرة ومسلسل الندم ونص يوم وغيرها الكثير) كما انتقد عدد من البرامج التلفزيونية السورية كبرنامج مونديال العرب وغيره وخصص 3 حلقات انتقد فيها برنامجه بنفسه.
يتراوح طول الحلقة بين 10 إلى 20 دقيقة يعرض خلالها المقدم عادة انتقاداته على المسلسل بطريقة ساخرة مرفقا مقاطع من المسلسل للاستشهاد بها، وهي طريقته المتبعة في تقديم الحلقات.
البرنامج مستقل تماما والعاملون عليه متطوعون ولا يوجد تمويل أو شركة راعية للبرنامج حتى الآن، ويتم بثه على قناة في موقع يوتيوب باسم حمصوود Homswood والتي هي دمج بين كلمة هوليوود السنمائية واسم مدينة حمص السورية.
يعرض عادة البرنامج كل يوم أربعاء على موقع يوتيوب وهو ما جعل شعار البرنامج (كل أربعا وأنتو بخير «باللهجة السورية») ما عدا فترة شهر رمضان إذ يعرض بشكل شبه يومي.
بلغ عدد متابعي قناة حمصوود على يوتيوب حوالي 65 ألف متابع ومجموع المشاهدات أكثر من 6 ملايين مشاهدة فيما حصلت الحلقة رقم 57 تحت اسم (أفشل مسلسل) على أكبر نسبة مشاهدة بين حلقاته إذ وصل عدد المشاهدين على يوتيوب إلى أكثر من 150 ألف مشاهد.
جميع الحلقات والمقاطع هي باللغة العربية ومعظم المتابعين والمشاهدين هم عرب وسوريون خصوصا.
من الجدير بالذكر أنه ينتظر قريبا انطلاق الموسم الرابع من البرنامج.

## فريق العمل
فريق العمل لبرنامج (حمصوود) هو فريق صغير مؤلف من 4 من المتطوعين:
شخص للإعداد والتنسيق والإعداد، وشخصين لأعمال الإنترنت ومواقع التواصل الاجتماعي، ومقدم البرنامج.

## مقدم البرنامج
مقدم البرنامج هو الشاب (عبد الرحمن الدندشي) من مواليد مدينة حمص السورية 1/10/1989، وهو خريج كلية الإعلام بمدينة حمص والمقيم حاليا في تركيا بسبب الحرب الأهلية السورية، ومن هناك يقوم بتصوير وبث حلقاته.
كان قد ظهر لعدة مرات في وسائل الإعلام كمقابلته في قناة (TRT العربية) وغيرها.
وأكد عبد الرحمن في العديد من هذه المقابلات أن فكرة برنامجه جاءت بعد أن ضاق ذرعا ب (أخطاء ومشاكل) الدراما العربية عموما والسورية خصوصا، وأنه لم يجد برامج ناقدة أو مختصين بالنقد كما في دول أخرى فقرر أن يكون أول برنامج سوري ناقد للدراما من نوعه وقال أن هدفه ليس محاربة الدراما بحد ذاتها بل تسليط الضوء على الأخطاء ليصار إلى تصحيحها لاحقا.

## آراء وانتقادات
كانت قناة حمصوود قد تعرضت للإغلاق على يوتيوب في 2016 في شهر رمضان لمشكلة تتعلق بحقوق النشر مع شبكة وطن للإنتاج، ولاقى هذا الحدث اهتمام الكثير من الفنانين والمشاهير وتضامنهم كما تضامن الآلاف من المتابعين والذين يفوق عددهم 120 ألف متابع على صفحته في فيسبوك، وكتب الكثير من الفنانين والمخرجين ومشاهير الإعلام تغريدات تضامنية على موقع تويتر تطالب بعودة عرض البرنامج وفتح القناة من جديد رغم أن البرنامج نفسه سبق وأن انتقد بعضهم، بعد هذا الحدث لمع اسم البرنامج واسم مقدمه عبد الرحمن واشتهر برنامجه وقام المقدم (عبد الرحمن) بعد ذلك بتوضيح المشكلة وعرض هذا الفيديو (في المصادر) على صفحتي شبكة وطن وصفحة حمصوود على فيسبوك معا.
الانتقادات على برنامج حمصوود اقتصرت على المتابعين والمهتمين دون الشخصيات الشهيرة أو التصريحات الرسمية وما إلى ذلك.. وكان البرنامج قد واجه حملة انتقادات كبيرة عن الحلقة رقم 49 التي انتقد فيها مسلسل (الندم) السوري حيث قال المنتقدون أن المسلسل المذكور كان جيدا جدا وأن البرنامج قد انتقص من قدره وانتقد أشياء تافهة فيه (حسب وصفهم).